# Hugo González Sotos
Hugo González Sotos (nascut el 7 de febrer de 2003) és un futbolista professional valencià que juga d'extrem dret al FC Cartagena, cedit pel València CF.
Nascut a València, González es va incorporar a l'equip juvenil del València CF l'any 2010, procedent del CF Cracks. Va debutar com a sènior amb el filial el 12 de gener de 2020, entrant com a substitut a la segona part en una derrota a Segona Divisió B per 2-1 a casa del Lleida Esportiu.
El 13 de maig de 2021, després de ser utilitzat habitualment per a la cara B, González va renovar el seu contracte amb el Che fins al 2023. Va marcar el seu primer gol de sènior deu dies després, marcant el primer gol del B en un empat 1-1 al CE L'Hospitalet.
González va debutar amb el seu primer equip i la Lliga el 18 d'agost de 2023, substituint Hugo Duro al final de la victòria a casa per 1-0 davant la UD Las Palmas. El 25 d'agost de l'any següent va passar al FC Cartagena de Segona Divisió cedit per a la temporada.